# Бобровка (муниципальное образование Алапаевское)
Бобровка — деревня в Алапаевском районе Свердловской области России, входящая в муниципальное образование Алапаевское.

## География
Деревня расположена на левом берегу реки Нейва в холмистой, преимущественно лесистой местности к востоку от Срединного Уральского хребта, горного массива Весёлые горы Среднего Урала, находится в 33 километрах на северо-восток от Алапаевска и к востоку от районного центра ПГТ. Верхняя Синячиха. Является частью Кировского сельского совета, к северо-востоко-востоку от окружного центра Нижнего Тагила и к северо-востоку от областного центра Екатеринбурга.

## Население
По данным Всероссийской переписи населения 2010 года, в деревне проживает 163 человека.
| 2002 | 2010 |
| ---- | ---- |
| 295  | ↘163 |

## Инфраструктура
В деревне работают сельский клуб, фельдшерско-акушерский пункт, средняя общеобразовательная школа, почтовое отделение и магазин. В посёлке есть небольшой памятник в честь героев Великой Отечественной войны.
Добраться до посёлка можно на проходящем пригородном автобусе из городов Алапаевска и Верхней Синячихи.